# Manuel Cota Dias
Manuel Artur Cota Agostinho Dias (Santo Antão, Évora, 22 de fevereiro de 1929 — São João de Deus, Lisboa, 28 de dezembro de 2002) é um advogado, jurista, economista e político português.

## Biografia
Licenciado em Direito, foi advogado, jurista, economista, gestor de empresas e político português, tendo, entre outros importantes cargos, sido Deputado da Assembleia Nacional, o último Ministro das Finanças do Estado Novo, no 2º governo de Marcello Caetano entre 1972 e 1974. Neste cargo continuou o trabalho do seu antecessor, João Augusto Dias Rosas na liberalização e internacionalização da economia portuguesa.
Casado com Maria Teresa Deslandes Botelho Moniz (Lisboa, São Sebastião da Pedreira, 23 de Março de 1930 - 14 de Março de 2016), era genro do General Botelho Moniz que em 1961 foi o mentor do chamado golpe Botelho Moniz para derrubar o Estado Novo.